# Bågfena
Bågfena (Amia calva) är den enda nu levande medlemmen av ordningen bågfenor, som daterar sig från Juraperioden. Den finns i sötvatten i Nordamerika.

## Utseende
Arten är en avlång, robust fisk med en från sidorna sammanpressad kropp och en lång, vågig ryggfena med 46 till 50 mjukstrålar, som täcker över 40 % av kroppslängden. Analfenan har 9 till 10 mjukstrålar, och de stora, rundare bröstfenorna har 16 till 19. På undersidan av huvudet har den en stor benplatta som täcker strupen. Det konformade huvudet saknar fjäll och har två skäggtömmar på ovansidan, är gult till brunt med mörkare längsstimmor och har en stor mun med kraftiga, koniska tänder och långa huggtänder. Ryggen är mörkt olivfärgad, sidorna är ljusare, nätmönstrade och buken krämfärgad till grönaktig. Stjärtfenan är ljust olivfärgad med oregelbundna, mörkare längsstrimmor; på fenspolens övre del har de vuxna hanarna dessutom en stor, svart fläck med gul till orange kant. Hos honorna saknas den i regel, eller är åtminstone otydligare. Fenorna på undersidan är klargröna. Som mest kan hanen bli 109 cm lång och väga  9,75 kg; vanligtvis blir han dock mindre än hälften så lång. Honan blir större än hanen.

## Vanor
Bågfenan är en bottenfisk som finns i bevuxna, träskliknande sjöar och floder.
 Den livnär sig på ett stort antal byten, i synnerhet fisk (även från den egna arten), insekter, kräftdjur och groddjur. Bytet lokaliseras i hög grad med hjälp av luktsinnet, och fångas framför allt genom att det sugs in i gapet. Bytesfångst sker främst nattetid; under dagen uppehåller sig fisken på djupare vatten. Arten kan andas atmosfäriskt syre med hjälp av simblåsan, som fungerar som ett slags lunga. Luftandning sker endast vid temperaturer över 10 ºC, och är påtagligast mellan 18 ºC och 30 ºC. Arten blir troligtvis inte äldre än 12 år i det fria, men har uppnått en ålder av 30 år i fångenskap.

### Fortplantning
Arten blir könsmogen vid 3 till 5 års ålder (en längd av 45 cm för hanen, 60 cm för honan). Leken sker under våren, vilket innebär sent i april i södra delen av utbredningsområdet, men sent maj till tidigt juni i norra. Inför leken bygger hanen ett bo på bottnen i grunt vatten med riklig växtlighet genom att bita undan växterna och gräva en grund fördjupning. Under själva leken ligger honan på bottnen i boet medan hanen simmar runt henne och därefter lägger sig vid sidan av henne medan båda viftar med fenorna. Honan lägger därefter äggen medan hanen avger mjölke. Arten är promiskuös; honan kan lägga ägg i flera hanars bo, och flera honor kan lägga ägg i samma bo. Efter leken bevakas boet aggressivt av hanen, som fläktar friskt vatten över äggen. Dessa kläcks efter 8 till 10 dagar; ynglen stannar kvar i boet i ytterligare 7 till 10 dagar. Fram tills de uppnår en längd av omkring 10 cm simmar de i stim bevakade av fadern; först därefter övergår de till den vuxna fiskens solitära levnadssätt.

## Utbredning
Bågfenan finns i Kanada och USA från Saint Lawrencefloden och Champlainsjön med matarfloder i Quebec och Vermont västerut över södra Ontario till Mississippis flodsystem.

## Betydelse för människan
Arten är en omtyckt sportfisk, främst för att den kämpar så kraftigt; köttet anses däremot inte vara någon läckerhet.
För beståndet är inga hot kända. Hela populationen anses vara stabil. IUCN listar arten som livskraftig (LC).

## Taxonomi
Till ordningen bågfenor (Amiiformes) räknas flera utdöda familjer och släkten:
- Överfamilj Amioidea Bonaparte 1838
  - Familj Amiidae Bonaparte 1837
    - Underfamilj Amiinae Bonaparte 1837
      - Släkte Amia Linnaeus 1766
      - Släkte Cyclurus Agassiz 1836 (synonymer = Kindleia, Paramiatus, Stylomyleodon)
      - Släkte Pseudamiatus Whitley

    - Underfamilj Amiopsinae Grande and Bemis 1998
      - Släkte Amiopsis Kner 1863 (type) (synonym = Urocles)

    - Underfamilj Solnhofenamiinae Grande and Bemis 1998
      - Släkte Solnhofenamia Grande and Bemis 1998 (type)

    - Underfamilj Vidalamiinae Grande and Bemis 1998
      - Tribus Calamopleurini Grande and Bemis 1998
        - Släkte Calamopleurus Agassiz 1841 (synonym = Enneles)
        - Släkte Maliamia Patterson and Longbottom 1989

      - Tribus Vidalamiini Grande and Bemis 1998
        - Släkte Melvius Bryant 1987
        - Släkte Pachyamia Chalifa and Tchernov 1982
        - Släkte Vidalamia White and Moy-Thomas 1941 (homonym = Vidalia Sauvage 1903)
        - Släkte Nipponamia Yabumoto 1994

  - Familj Furidae Jordan 1923
    - Släkte Caturus Agassiz 1834 (synonymer = Conodus, Ditaxiodus, Endactis, Strobilodus, Thlattodus)(homonym = Uraeus Agassiz 1833)
    - Släkte Heterolepidotus Egerton 1872 (synonymer = Brachyichthys, Eulepidotus)
    - Släkte Osteorachis Egerton 1868

  - Familj Paracentrophoridae Obruchev 1964
    - Släkte Paracentrophorus Piveteau 1941

  - Family Promecosominidae Wade 1941
    - Familj Promecosomina Wade 1935